# Mäki-Matti
Mäki-Matti est un quartier de Jyväskylä en Finlande.

## Lieux et monuments

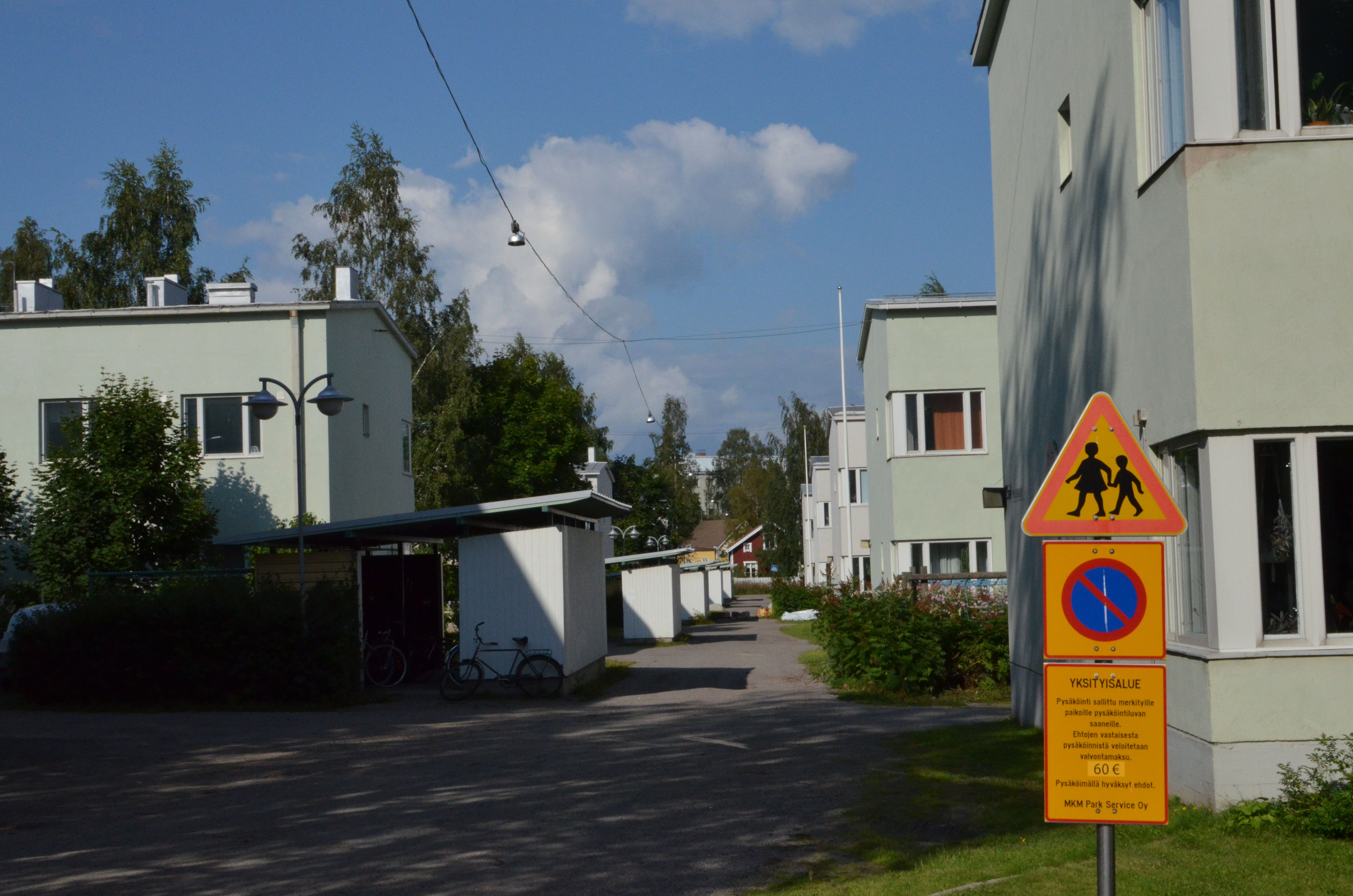
Zone protégée de Rautpohja.
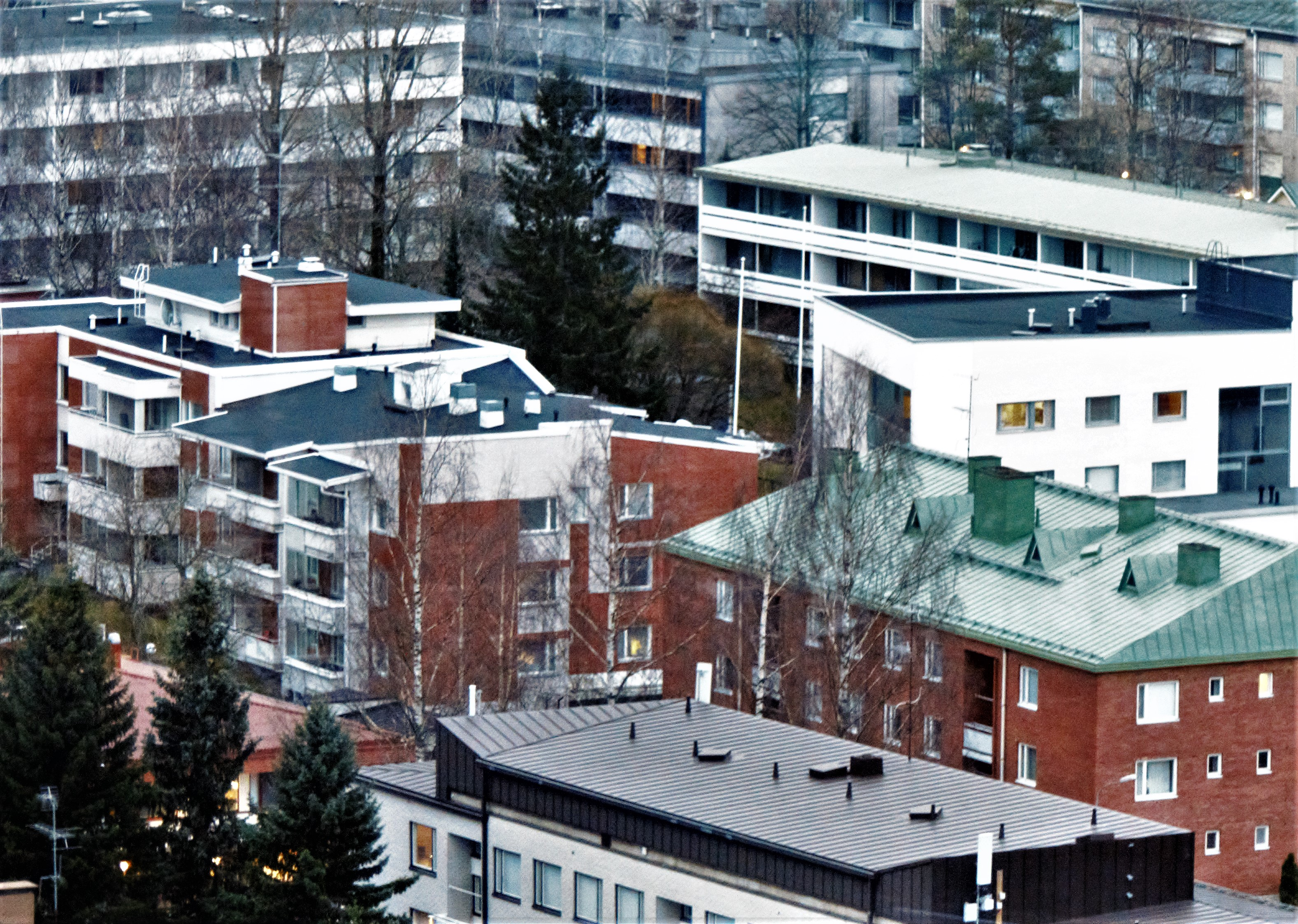
Rue Nousukatu vue de la tour du Harju.
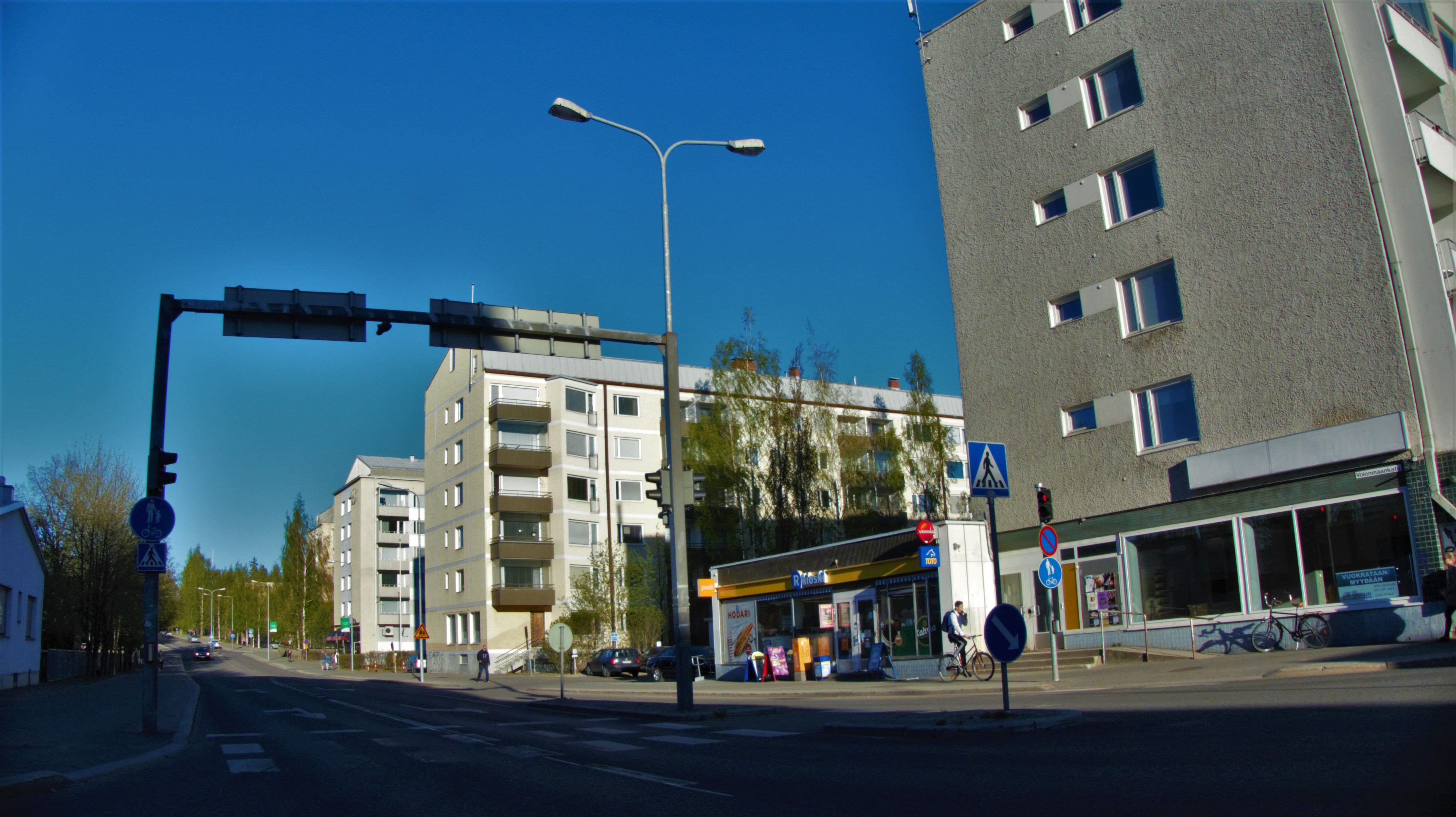
Bâtiment de la rue Voionmaankatu bâtis dans les années 1960.

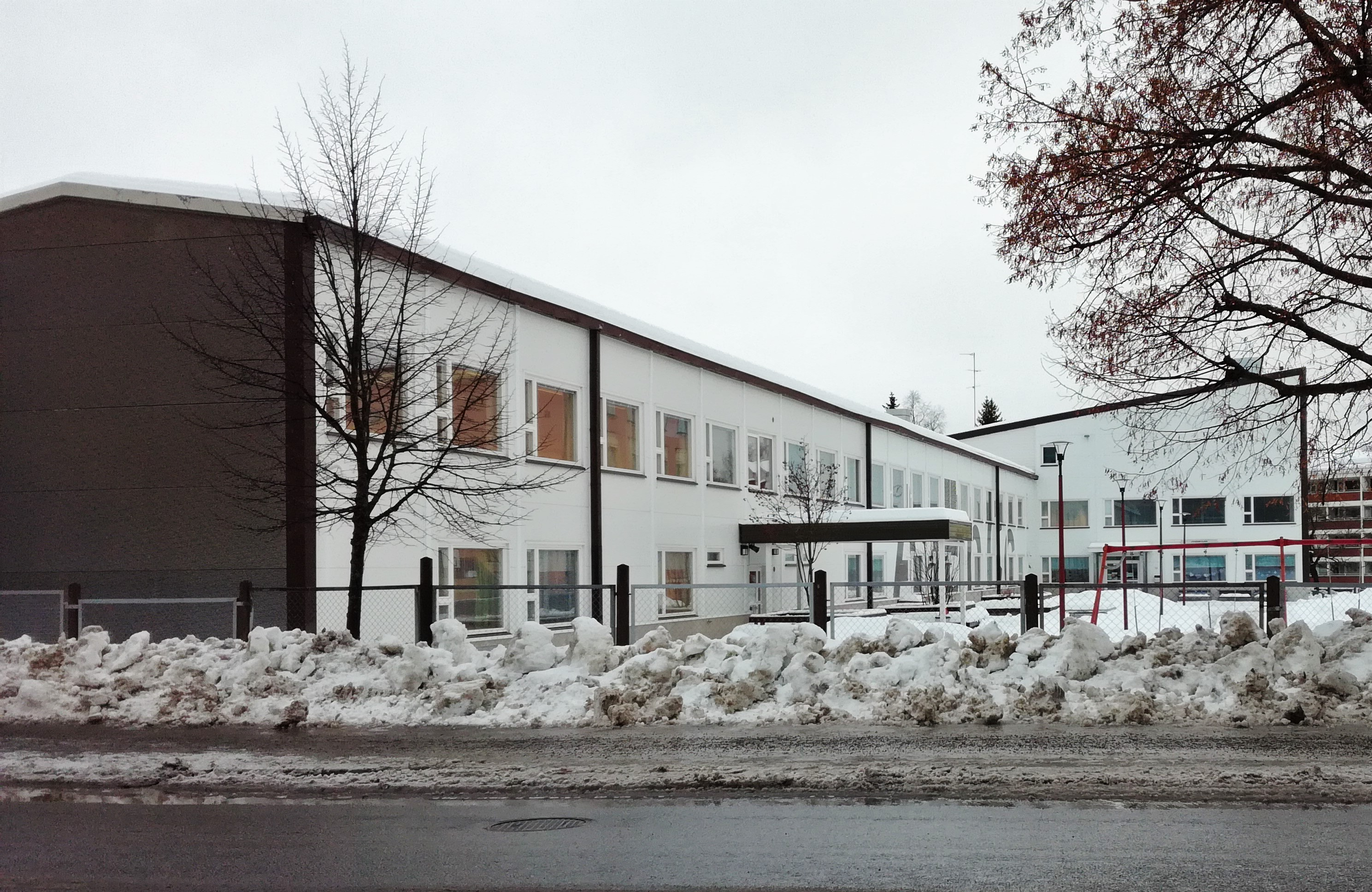
École chrétienne de Jyväskylä.
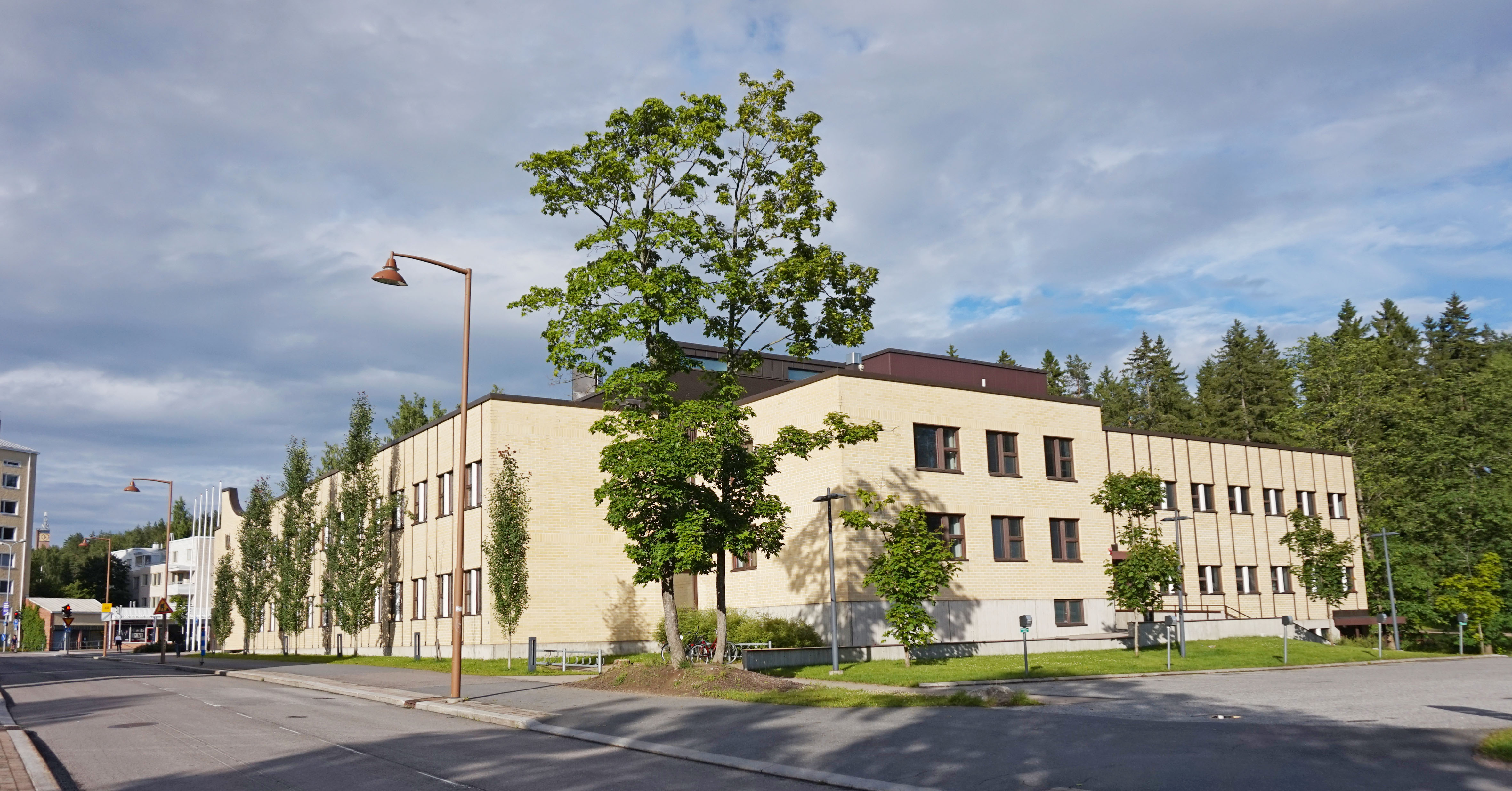
Campus musical.
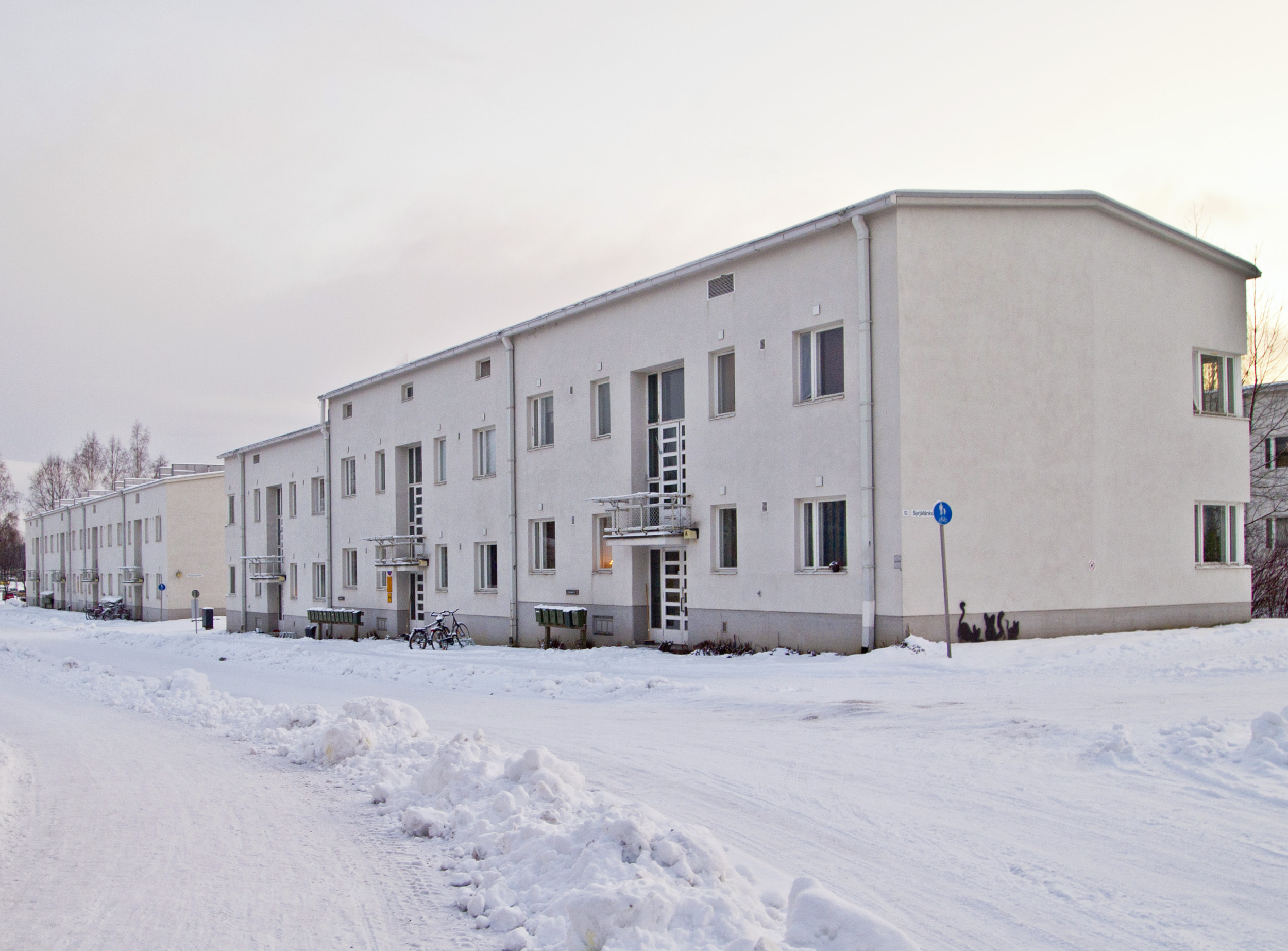
Bâtiments fonctionnalistes de la rue Jyrsijänkatu.

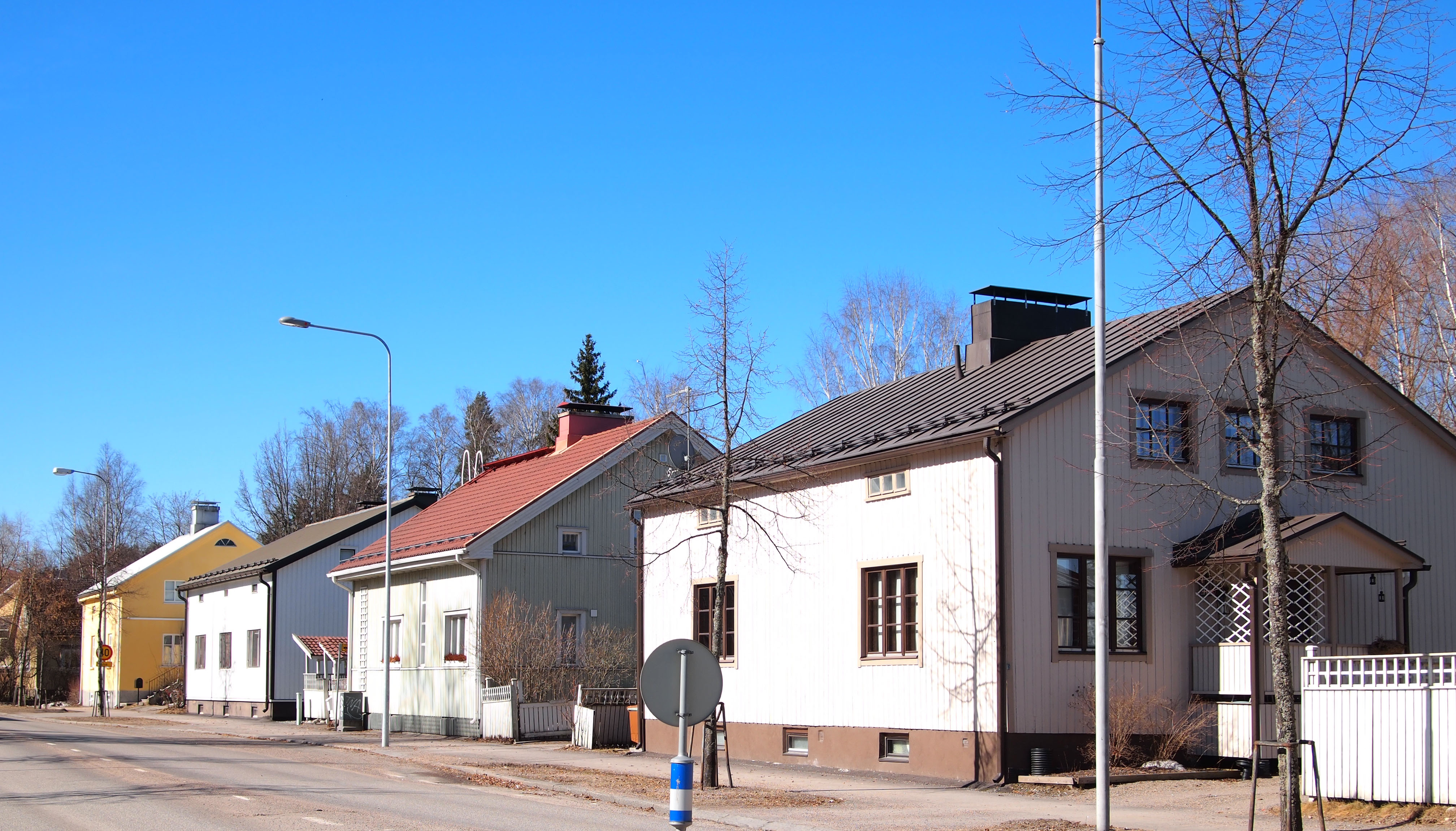
Maisons individuelles de Mäki-Matti.
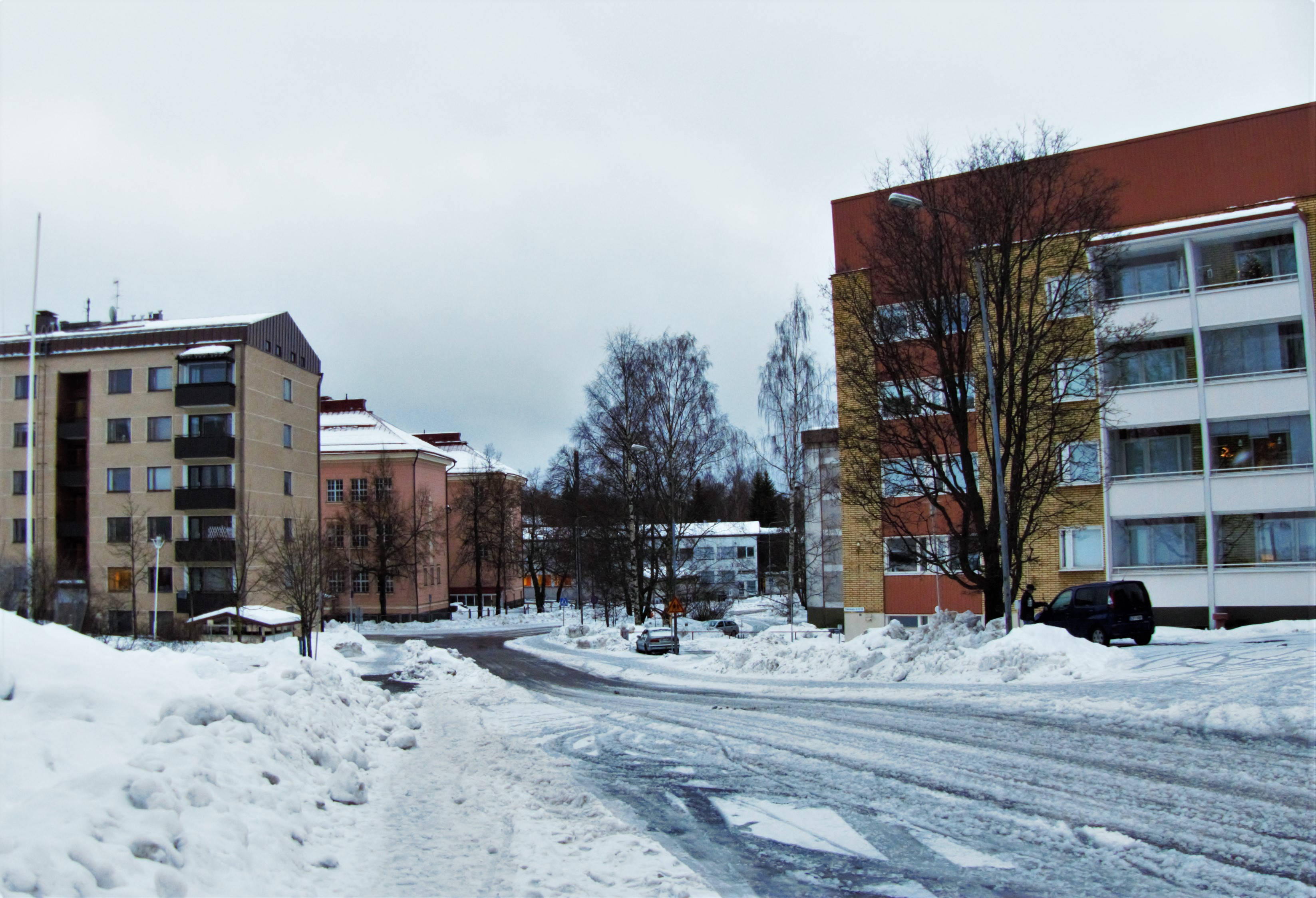
Immeubles de la rue Oikokatu, au fond l' école Cygnaeus.
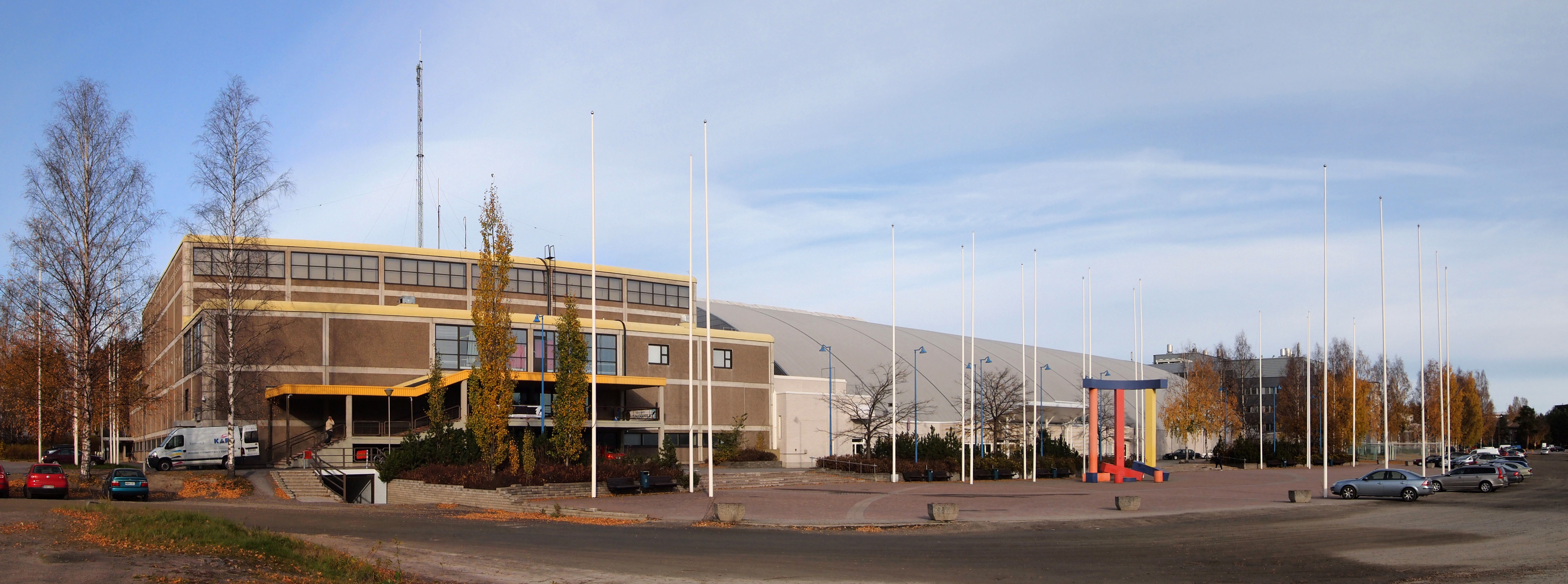
Centre communautaire et le Hipposhalli.